# 乃南アサ
乃南 アサ（のなみ アサ、1960年8月19日 - ）は、日本の小説家。
1988年、デビュー作『幸福な朝食』以降、サスペンス、推理小説、大河小説と多彩な作品を巧みな構成と緻密な心理描写で紡ぐ。『凍える牙』（1996年）で直木賞受賞。ほかに『鎖』（2000年）、『晩鐘』（2003年）、『水曜日の凱歌』（2015年）など。

## 来歴
東京都生まれ。カリタス女子中学校・高等学校を経て、1980年に早稲田大学社会科学部中退。広告代理店勤務を経て、1988年に『幸福な朝食』で日本推理サスペンス大賞の優秀作を受賞しデビュー。1996年に『凍える牙』で第115回直木三十五賞を受賞。2011年に『地のはてから』で第6回中央公論文芸賞を受賞。2016年に『水曜日の凱歌』で第66回芸術選奨文部科学大臣賞受賞。他の作品に『花盗人』『団欒』などがある。
　

## 人物
好角家として知られており、稀勢の里に「キセノン」という愛称を付けた人物でもある。乃南が稀勢の里をキセノンと呼ぶようになったのは、稀勢の里が同世代の力士である朝青龍に水をあけられた頃であり「そのころ、キセノンは土俵下で取組を待っている間に、目をぱちぱちさせて、まばたきの回数が増えていき、顔面も紅潮してきて」と語っていた。その後の稀勢の里については「ところが、そのまばたきが、だんだん減ってきたんです。紅潮もしなくなった。近頃は例のアルカイックスマイル」と話している。ただし、固有名詞に弱いので『思い出の取組』など、その種の話になるとうまく答えられないが、魁傑と輪島が好きだったことは覚えている。大学生になって以降、テレビ桟敷から遠ざかっていたが、作家デビューを果たしてからは、国技館や大阪場所での観戦を楽しむ機会に恵まれたという。「いつも午後二時前には升席に入るようにしています。しばらくして、テレビ中継のために土俵がぱあっと明るくなる。それまで勝負の場だった空間が華やいで、興業の場に変わるんです。その瞬間を味わいたくて、二時前にと決めました」というのが本人の弁であり、様々な音が混然一体となって生まれるざわめきも生観戦のポイントとして挙げている。リベラル寄りの発言が多い。

## 著作

### シリーズ作品

#### 女刑事・音道貴子シリーズ
- 凍える牙（1996年4月 新潮社 / 2000年2月 新潮文庫 / 2007年11月 新潮社【新装版】）
- 花散る頃の殺人（1999年1月 新潮社 / 2001年8月 新潮文庫） - 連作短編集
- 鎖（2000年10月 新潮社 / 2003年12月 新潮文庫【上・下】）
- 未練（2001年8月 新潮社 / 2005年2月 新潮文庫） - 連作短編集
- 嗤う闇（2004年3月 新潮社 / 2006年11月 新潮文庫） - 連作短編集
- 風の墓碑銘（エピタフ）（2006年8月 新潮社 / 2009年1月 新潮文庫）

#### 新米警官・高木聖大シリーズ
下記の「マエ持ち女二人組」にも登場する。
- ボクの町（1998年9月 毎日新聞社 / 2001年12月 新潮文庫）
- 駆け込み交番（2005年3月 新潮社 / 2007年9月 新潮文庫） - 連作短編集

#### マエ持ち女二人組シリーズ
- いつか陽のあたる場所で（2007年8月 新潮社 / 2010年2月 新潮文庫） - 連作短編集
- すれ違う背中を（2010年4月 新潮社 / 2012年11月 新潮文庫）
- いちばん長い夜に（2013年1月 新潮社 / 2015年3月 新潮文庫）

#### 家裁調査官・庵原かのん
- 家裁調査官・庵原かのん（2022年8月 新潮社） - 連作短編集
- 雫の街―家裁調査官・庵原かのん―（2023年6月 新潮社） - 連作短編集

### シリーズ外作品

#### 長編
- 幸福な朝食（1988年11月 新潮社 / 1996年10月 新潮文庫）
- パソコン通信殺人事件（1990年8月 講談社ノベルス）
  - 【改題・大幅加筆修正】ライン（1997年11月 講談社文庫）
- 今夜もベルが鳴る（1990年9月 祥伝社文庫）
- 6月19日の花嫁（1991年2月 新潮社 / 1997年2月 新潮文庫）
- 微笑がえし（1991年8月 ベストセラーズ / 1996年9月 祥伝社文庫）
- ヴァンサンカンまでに（1991年11月 ベストセラーズ / 1998年4月 幻冬舎文庫 / 2004年4月 新潮文庫 / 2008年3月 文春文庫）
- 鍵（1992年1月 講談社ノベルス / 1996年12月 講談社文庫 / 2015年8月 講談社文庫【新装版】）
- 紫蘭の花嫁（1992年2月 光文社カッパノベルス / 1996年9月 光文社文庫 / 2000年11月 文春文庫）
- 5年目の魔女（1992年3月 有楽出版社 / 1997年4月 幻冬舎文庫 / 2005年7月 新潮文庫）
- 水の中のふたつの月（1992年9月 角川ノベルス / 1996年9月 角川文庫 / 2003年11月 文春文庫）
- パラダイス・サーティー（1992年11月 実業之日本社 / 1997年6月 幻冬舎文庫【上・下】 / 2003年10月 新潮文庫【上・下】）
- 暗鬼（1993年12月 角川文庫 / 2001年11月 文春文庫）
- 再生の朝（1994年3月 ケイブンシャノベルス / 1998年2月 新潮文庫）
- 風紋（1994年10月 双葉社 / 1996年9月 双葉文庫【上・下】 / 2014年10月  双葉文庫【新装版 上・下】）
- 死んでも忘れない（1995年11月 ケイブンシャノベルス / 1999年2月 新潮文庫）
- 殺意（1996年6月 双葉社）
  - 【改題】殺意・鬼哭 （2000年5月 双葉文庫） - 「慟哭」と併せて収録
- 結婚詐欺師（1996年10月 新潮社 / 1999年8月 幻冬舎文庫【上・下】 / 2004年2月 新潮文庫【上・下】）
- 鬼哭（1996年10月 双葉社）
  - 【改題】殺意・鬼哭 （2000年5月 双葉文庫） - 「殺意」と併せて収録
- 窓（1996年12月 講談社 / 1999年7月 講談社文庫 / 2016年1月 講談社文庫【新装版】）　- 「鍵」の続編
- ピリオド（1999年5月 双葉社 / 2002年5月 双葉文庫 / 2024年5月 双葉文庫【新装版】）
- 涙（2000年12月 幻冬舎 / 2003年2月 新潮文庫【上・下】）
- あなた（2003年2月 新潮社 / 2006年2月 新潮文庫【上・下】）
- 晩鐘（2003年5月 双葉社【上・下】 / 2005年5月 双葉文庫【上・下】 /  2015年5月 双葉文庫【新装版 上・中・下】） - 「風紋」の続編
- 火のみち（2004年8月 講談社【上・下】 / 2008年9月 講談社文庫【上・下】）
- しゃぼん玉（2004年11月 朝日新聞出版 / 2008年2月 新潮文庫）
- ウツボカズラの夢（2008年3月 双葉社 / 2011年6月 双葉文庫）
- ニサッタ、ニサッタ（2009年10月 講談社 / 2012年10月 講談社文庫【上・下】）
- 地のはてから（2010年11月 講談社【上・下】 / 2013年3月 講談社文庫【上・下】） - 「ニサッタ、ニサッタ」の主人公の祖母の物語
- 水曜日の凱歌（2015年7月 新潮社）
- 六月の雪（2018年5月 文藝春秋 / 2021年5月 文春文庫）
- チーム・オベリベリ（2020年7月 講談社 / 2022年7月 講談社文庫【上・下】）
- 緊立ち 警視庁捜査共助課（2023年9月 文藝春秋）

#### 短編集
- トゥインクル・ボーイ（1992年1月 実業之日本社 / 1997年9月 新潮文庫）
  - 収録作品：トゥインクル･ボーイ / 三つ編み / さくら橋 / 捨てネコ / 坂の上の家 / 青空 / 泡
- 家族趣味（1993年9月 廣済堂出版 / 1997年5月 新潮文庫 / 2014年10月 廣済堂文庫）
  - 収録作品：魅惑の輝き / 彫刻する人 / 忘れ物 / デジ･ボウイ / 家族趣味
- 団欒（1994年1月 新潮社 / 1998年8月 新潮文庫）
  - 収録作品：ママは何でも知っている / ルール / 僕のトんちゃん / 出前家族 / 団欒
- 幸せになりたい（1996年9月 祥伝社 / 1999年2月 祥伝社文庫）
  - 収録作品：キャンドル・サービス / 背中 / お引っ越し / たのしいわが家 / 口封じ / 挨拶状 / 二人の思い出
- 氷雨心中（1996年11月 幻冬舎 / 1999年11月 幻冬舎文庫 / 2004年6月 新潮文庫）
  - 収録作品：青い手 / 鈍色の春 / 氷雨心中 / こころとかして / 泥眼 / おし津提灯
- 悪魔の羽根（1997年2月 幻冬舎 / 2000年4月 幻冬舎文庫 / 2004年11月 新潮文庫）
  - 収録作品：はなの便り / はびこる思い出 / ハイビスカスの森 / 水虎 / 秋旱 / 悪魔の羽根 / 指定席
- 来なけりゃいいのに（1997年9月 祥伝社 / 2000年6月 祥伝社文庫）
  - 収録作品：熱帯魚 / 最後のしずく / 夢 / ばら色マニュアル / 降りそうで降らなかった水曜日のこと / 来なけりゃいいのに / 春愁
- 花盗人（1998年4月 新潮文庫）
  - 収録作品：薬缶 / 寝言 / 向日葵 / 愛情弁当 / 今夜も笑ってる / 他人の背広 / 留守番電話 / 脱出 / 最後の花束 / 花盗人
- 引金の履歴（1998年4月 文藝春秋） - 連作短編集
  - 【改題】冷たい誘惑（2001年4月 文春文庫 / 2023年1月 文春文庫【新装版】）
    - 収録作品：母の秘密 / 野良猫 / なかないで / 塵箒 / 置きみやげ
- 夜離れ（1998年5月 実業之日本社 / 2001年8月 幻冬舎文庫 / 2005年4月 新潮文庫）
  - 収録作品：4℃の恋 / 祝辞 / 青い夜の底で / 髪 / 枕香 / 夜離れ
- 不発弾（1998年11月 講談社 / 2002年1月 講談社文庫）
  - 収録作品：かくし味 / 夜明け前の道 / 夕立 / 福の神 / 不発弾 / 幽霊
- 躯（からだ）（1999年9月 文藝春秋 / 2002年11月 文春文庫 / 2021年12月 文春文庫【新装版】）
  - 収録作品：臍 / 血流 / つむじ / 尻 / 顎
- 行きつ戻りつ（2000年5月 文化出版局 / 2002年12月 新潮文庫）
  - 収録作品：姑の写真（秋田・男鹿） / 一粒の真珠（熊本・天草） / 微笑む女（北海道・斜里町） / 最後の嘘（大阪・富田林） / 青年のお礼（新潟・佐渡） / 母の家出（山梨・上九一色村） / 湯飲み茶碗（岡山・備前） / 姉と妹（福島・三春） / Eメール（山口・柳井） / 越前海岸（福井・越前町） / 泣き虫（三重・熊野） / 春の香り（高知・高知市）
- 自白 刑事・土門功太郎（2010年3月 文藝春秋 / 2013年2月 文春文庫） - 連作短編集
- 禁猟区（2010年9月 新潮社 / 2013年6月 新潮文庫） - 連作短編集
  - 収録作品：禁猟区 / 免疫力 / 秋霖 / 見つめないで
- 新釈 にっぽん昔話（2013年11月 文藝春秋 / 2016年6月 文春文庫）
  - 収録作品：さるとかに / 花咲かじじい / 一寸法師 / 三枚のお札 / 笠地蔵 / 犬と猫とうろこ玉
- それは秘密の（2014年8月 新潮社 / 2017年3月 新潮文庫）
  - 収録作品：ハズバンズ / ピンポン / 僕が受験に成功したわけ / 内緒 / アンバランス / 早朝の散歩 / キープ / 三年目 / それは秘密の
- 最後の花束―乃南アサ短編傑作選―（2015年10月 新潮文庫）
  - 収録作品：くらわんか / ハイビスカスの森 / 最後の花束 / 祝辞 / 留守番電話 / 青空 / はなの便り / 薬缶 / 髪 / おし津提灯 / 枕香
- 岬にて―乃南アサ短編傑作選―（2016年3月 新潮文庫）
  - 収録作品：岬にて / 今夜も笑ってる / ママは何でも知っている / 母の家出 / 鈍色の春 / 脱出 / 泥眼 / 春の香り / 花盗人 / 微笑む女 / はびこる思い出 / 湯飲み茶碗 / 愛情弁当 / 悪魔の羽根
- すずの爪あと―乃南アサ短編傑作選―（2016年9月 新潮文庫）
  - 収録作品：すずの爪あと / Eメール / 水虎 / こころとかして / 寝言 / 僕のトんちゃん / 指定席 / 出前家族 / 向日葵 / 氷雨心中 / 秋旱
- いっちみち―乃南アサ短編傑作選―（2021年3月 新潮文庫）
  - 収録作品：いっちみち / ルール / 青い手 / 4℃の恋 / 夕がすみ / 青い夜の底で / 他人の背広 / 団欒

### 小説以外
- ドラマチックチルドレン【ノンフィクション】（1996年7月 読売新聞社 / 1999年5月 新潮文庫）
- ダメージ そこからはじまるもの（1999年12月 青春出版社 / 2002年8月 新潮文庫）
- 好きだけど嫌い【エッセイ】（2000年4月 幻冬舎 / 2003年5月 新潮文庫）
- チカラビトの国（2001年6月 毎日新聞社 / 2003年10月 新潮文庫 / 2010年8月 文春文庫）
- 女のとなり【エッセイ】（2003年9月 祥伝社 / 2006年9月 祥伝社文庫）
- 二十四時間【エッセイ】（2004年9月 新潮社 / 2007年4月 新潮文庫）
- いのちの王国【エッセイ】（2007年12月 毎日新聞社 / 2011年3月 文春文庫）
- ミャンマー 失われるアジアのふるさと【エッセイ】（2008年6月 文藝春秋） - 写真・坂斎清
- 犯意 その罪の読み取り方（2008年8月 新潮社 / 2011年2月 新潮文庫） - 解説・園田寿
- 地球の穴場―仙人の村から飛行船まで（2012年7月 文藝春秋）
- 旅の闇にとける【ノンフィクション】（2015年8月 文春文庫）
- 美麗島紀行（2015年11月 集英社）
  - 【改題】美麗島紀行―つながる台湾―（2021年10月 新潮文庫）
- ビジュアル年表 台湾統治五十年（2016年6月 講談社）
- 犬棒日記【エッセイ】（2018年3月 双葉社 / 2021年7月 双葉文庫）
- 美麗島プリズム紀行（2020年11月 集英社）
  - 【改題】美麗島プリズム紀行―きらめく台湾―（2022年11月 新潮文庫）
- 続・犬棒日記【エッセイ】（2022年2月 双葉社）

### アンソロジー
「」内が収録されている乃南アサの作品タイトル
- 推理小説代表作選集―推理小説年鑑〈1991〉（1991年5月 講談社）
  - 【改題・再編集】完全犯罪はお静かに（1995年5月 講談社文庫）「泡」
- あの人の殺意（1995年11月 講談社文庫）「最後の花束」
- 推理小説代表作選集―推理小説年鑑〈1993〉（1993年6月 講談社）
  - 【改題・再編集】 死導者がいっぱい（1996年11月 講談社文庫）「他人の背広」
- 万華鏡（1996年9月 祥伝社文庫）「夢」
- 日本の名随筆（別巻67）子供（1996年9月 作品社）「背表紙を眺める」
- 白のミステリー（1997年12月 光文社）
  - 【改題・再編集】秘密の手紙箱（1999年12月 光文社文庫）「津軽に舞い翔んだ女」
- 舌づけ（1998年7月 祥伝社文庫）「口封じ」
- 最高の贈り物―’98年版ベスト・エッセイ集（1998年7月 文藝春秋 / 2001年8月 文春文庫）「揺れる鮟鱇」
- 七つの怖い扉（1998年10月 新潮社 / 2002年1月 新潮文庫）「夕がすみ」
- 恋物語（1998年12月 朝日新聞社）「早朝の散歩」「内緒」「三年目」「ピンポン」
- 妖美（1999年3月 徳間文庫）「泡」
- 花迷宮（2000年7月 日文文庫）「二人の思い出」
- 私は殺される（2001年3月 ハルキ文庫）「枕香」
- ミステリー傑作選・特別編〈5〉自選ショート・ミステリー（2001年7月 講談社文庫）「今夜も笑ってる」
- 第二の青春―50歳からの人生を10倍たのしむヒント（2001年9月 講談社）「今生最後のお祭り騒ぎ」
- 蒼迷宮（2002年3月 祥伝社文庫）「泥眼」
- 紫迷宮（2002年12月 祥伝社文庫）「山背吹く」
- 翠迷宮（2003年6月 祥伝社文庫）「指定席」
- ああ、恥ずかし（2003年9月 新潮文庫）「また、やっちゃった・・・」
- 七つの危険な真実（2004年1月 新潮文庫）「福の神」
- ああ、腹立つ（2004年9月 新潮文庫）「電話しないでっ!」
- female（2004年12月 新潮文庫）「僕が受験に成功したわけ」
- ときめき―恋愛ミステリー館〈1〉（2004年12月 廣済堂文庫）「つむじ」
- 恋愛小説（2005年1月 新潮社）「アンバランス」
- 最後の恋（2005年12月 新潮社）「キープ」
  - 【改題】最後の恋 つまり、自分史上最高の恋。（2008年12月 新潮文庫）
- 鼓動―警察小説競作（2006年1月 新潮文庫）「とどろきセブン」
- 作家と猫のものがたり（2010年9月 新潮社）「チャンス」
- 最後の恋 プレミアム―つまり、自分史上最高の恋。（2011年12月 新潮文庫）「それは秘密の」
- 作家の放課後（2012年2月 新潮文庫）※エッセイアンソロジー「おっとっと」
- 短編伝説 愛を語れば（2017年10月 集英社文庫）「祝辞」
- あなたの不幸は蜜の味 イヤミス傑作選（2019年7月 PHP文芸文庫）「祝辞」
- あなたの涙は蜜の味 イヤミス傑作選（2022年9月 PHP文芸文庫）「口封じ」

## 映像化作品

### テレビドラマ
日本テレビ系
- 火曜サスペンス劇場
  - 幸福な朝食（1988年12月27日、主演：浅野ゆう子）

フジテレビ・関西テレビ系
- 関西テレビ制作・月曜夜10時枠
  - ママの誤算・ボクの命返せ!（1993年5月3日、主演：国生さゆり、原作：泡『トゥインクル･ボーイ』所収）
  - 2度目のウェディング・ベル（1994年1月31日、主演：鶴田真由）

- 東海テレビ制作・オトナの土ドラ
  - ウツボカズラの夢（2017年8月5日 - 9月30日、全8話、主演：志田未来）

テレビ朝日系
- 土曜ワイド劇場
  - 不倫の果て（1999年9月4日、主演：高嶋政伸、原作：風紋）

- 29歳の憂うつ パラダイスサーティー（2000年4月22日 - 7月1日、全10話、主演：石田ひかり、原作：パラダイス・サーティー）
- 女刑事音道貴子・凍える牙（2010年1月30日、主演：木村佳乃）

NHK衛星放送第2
- 凍える牙（2001年6月23日、主演：天海祐希）

テレビ東京系
- 水曜ミステリー9
  - 鎖 女刑事 音道貴子（2016年7月6日、主演：小池栄子）

WOWOW
- ドラマW
  - 結婚詐欺師（2007年11月18日、主演：内村光良）

NHK総合
- ドラマ10
  - いつか陽のあたる場所で（2013年1月8日 - 3月12日、全10話、主演：上戸彩・飯島直子、原作：いつか陽のあたる場所で / すれ違う背中を）

- 特集ドラマ10
  - いつか陽のあたる場所で スペシャル（2014年4月1日、全1話、主演：上戸彩・飯島直子、原作：いつか陽のあたる場所で / すれ違う背中を）

### 映画
- ジューンブライド 6月19日の花嫁（1998年6月13日公開、配給：松竹、監督：大森一樹、主演：富田靖子）
- 女神のかかと（2005年5月14日公開、オムニバス映画、監督：西川美和、主演：大塚寧々、原作：僕が受験に成功したわけ『female』所収）
- ハウリング（原題：하울링、2012年9月8日日本公開、韓国映画、監督：ユ・ハ、主演：ソン・ガンホ、原作：『凍える牙』）
- しゃぼん玉（2017年3月、配給：スタイルジャム、監督：東伸児、主演：林遣都）